# ウクライナの主題による狂詩曲
『ウクライナの主題による狂詩曲』（うくらいなのしゅだいによるきょうしきょく、露: Рапсодия на украинские темы）作品28は、セルゲイ・リャプノフが1907年に作曲したピアノと管弦楽のための作品。演奏時間は約17分。

## 概要
自身が卓越した技量を持ったピアニストであったリャプノフは、有名な『12の超絶技巧練習曲』作品11など、多くのピアノのための作品を作曲している。そのうち管弦楽伴奏を伴う作品は、二つのピアノ協奏曲（作品4、作品38）と本作の3つがある。ウクライナ民謡を主題に使用したこの華麗な狂詩曲は、リャプノフと同様に作曲家兼ヴィルトゥオーゾ・ピアニストであったフェルッチョ・ブゾーニに献呈された。作曲の2年後の1909年にサンクトペテルブルクで初演されている。

## 編成
独奏ピアノ、フルート3（うち第3奏者はピッコロ持ち替え）、オーボエ、コーラングレ、クラリネット2、ファゴット2、ホルン4、トランペット2、トロンボーン3、チューバ、ティンパニ、バスドラム、シンバル、タンブリン、トライアングル、弦五部

## 曲の構成
緩-急-緩-急のロンド形式(（A-B-A-C）。全編にわたってピアノの華麗な演奏技巧が誇示される。
Andantino pastorale
4分の3拍子。オーボエ、フルートの順に牧歌的で叙情的な主題が奏され、次に独奏ピアノがアルペッジョで登場する。再びコーラングレ、オーボエが主題を奏し、同様にピアノが絡む。平穏な雰囲気はそのままに、しばらく管弦楽とピアノのやり取りが続き、ピアノのカデンツァ風な挿句の後、速度がモデラートに変わり、ピアノがはっきりと主題を確保し、最後はペザンテで堂々と主題を奏する。カデンツァの後、そのまま第2部に入る。

Allegretto scherzando
4分の2拍子。陽気なコサック舞踊風の主題をピアノが奏し、第1部とは対照的にトライアングルやタンブリンなどの打楽器群も活躍する激しい管弦楽との応酬が続く。管弦楽がクライマックスを築いた後、次第に弱まって第3部に続く。

Andantino pastorale
4分の3拍子。フルートに第1部の主題が戻ってくる。第1部同様、静かなピアノと管弦楽との応酬が続くが、次第に熱を帯びてきて第4部に入る。

Allegro giocoso
4分の4拍子。第2部同様、陽気なコサック舞踊が展開する。最後は第1部冒頭の主題も回想して豪快に曲を終える。